# Czurańce
Czurańce (lit. Čiuronys) − wieś na Litwie, w gminie rejonowej Soleczniki, 5 km na północny zachód od Butrymańców, zamieszkana przez 54 ludzi. Przed II wojną światową w Polsce, w powiecie lidzkim województwa nowogródzkiego.